# Ricarda Terschak
Ricarda (Maria) Terschak (n. 18 decembrie 1929, Sibiu – d. 30 septembrie 2012, Sibiu)  a fost o scriitoare de literatură pentru copii (în limba germană) și traducătoare (în limba română) din România.
Ricarda Terschak a fost elevă a Școlii Ursulinelor din Sibiu, iar apoi a urmat cursurile facultății de psihologie. După absolvirea studiilor a lucrat paralel cu activitatea de scriitor în mediul școlar și cel sanitar. După revoluția din 1989 a putut să-și îndeplinească un vis mai vechi, anume acel de a studia teologia romano-catolică la Timișoara. Ricarda Terschak a studiat teologia la Timișoara în perioada 1992 - 1997. 

## Premii
- Premiul Asociației scriitorilor din Sibiu (2004).[2]

## Cărți
- Drei Kinder und ein Dackel (Trei copii și un teckel), (1974)
- Der Meteorit mit dem Edelstein (Meteoritul cu piatra prețioasă), (1976)
- Der Kater in der Badewanne (Motanul din cada de baie), (1977)
- Verzeihung, brauchen Sie dies Brett? (Nu vă supărați, vă trebuie scândura asta?), (1979)
- Katrin (1980)
- Die Zauberin von Uhle (Vrăjitoarea din Uhle), (1980)
- Brennende Schwalbe (Rândunica în flăcări), (roman), Editura Kriterion, (1985)
- Elmolin (1985), cu ilustrații de Helmut Fabini, ed. Ion Creangă
- Die bunte Omi (Bunicuța năzdrăvană), Editura Hora, Sibiu, ediția întâi 2000; ediția a doua 2004, ISBN 973-8226-30-9; ediția a treia: 2007, ISBN 978-973-8226-69-2
- Bootzi, ein Junge von elf Jahren. Ein Roman für Kinder und sicher auch für Eltern. (Bootzi, un băiat de 11 ani. Un roman pentru copii și în mod sigur și pentru părinți) (2004), ed. Hora
- Mozaic, ed. Asociației scriitorilor din Sibiu

## Traduceri
- Herman Teirlinck, Autoportret sau ultima masă a unui condamnat, traducere de Petre Solomon și Ricarda Terschak, Editura Univers, 1970
- Sfântul Ioan al Crucii, Noaptea Întunecată, traducere de Ricarda Maria Terschak, OCDS, Editura Herald, București, 2018